# Anzia isidiosa
Anzia isidiosa är en lavart som beskrevs av Yoshim. Anzia isidiosa ingår i släktet Anzia och familjen Parmeliaceae.   Inga underarter finns listade i Catalogue of Life.